# Olympique du Kef
O Olympique du Kef (em árabe: أولمبيك الكاف), é um clube futebol Tunisiano, com sede na cidade de El Kef , no noroeste da Tunísia. Fundada em 1922, a equipe joga com as em vermelho, branco e preto cores . Seu estadio  é Stade 7 Novembre du Kef, que tem uma capacidade de 15.000.

## Conquistas
- Tunisian Ligue Professionnelle 2: 3

1973/74, 1976/77, 1982/83